# Heinrich Scheidemann
Heinrich Scheidemann (Wöhrden, circa 1595/1596 - Hamburg, 1663) was een Duitse organist en barokcomponist. Hij geldt als een vertegenwoordiger van de Noord-Duitse Orgelschool en speelde een belangrijke rol in de ontwikkeling van de muziek in Noord-Duitsland.

## Levensloop
Heinrich Scheidemann was de zoon van David Scheidemann, organist te Wöhrden. Het gezin verhuisde in 1604 naar Hamburg omdat vader David een aanstelling kreeg als organist van de Katharinenkirche.

### Sweelinck
Aanvankelijk gaf David Scheidemann zelf muziekles aan zijn talentvolle zoon Heinrich. Vervolgens wist hij de stad Hamburg ervan te overtuigen om de inmiddels 15-jarige Heinrich een beurs te geven voor een vervolgstudie in Amsterdam bij de organist en componist Jan Pieterszoon Sweelinck.
Van 1611 tot 1614 verbleef Heinrich inderdaad bij Sweelinck om zich verder te bekwamen in de muziek. Kennelijk was er een goed contact tussen Sweelinck en zijn leerling, want later zou Sweelinck nog een canon componeren 'ter eeren des vromen Jonghmans Hendreich Scheytman'.

### Werkzaam als organist
Terug in Hamburg werkte Heinrich Scheidemann eerst als assistent van zijn vader en in 1629 volgde hij hem op als organist van de Katharinenkirche. In 1634 liet hij orgelbouwer Gottfried Fritzsche het kerkorgel uitbreiden; nieuwe verbeteringen volgden in de jaren 1644-1647. Uiteindelijk telde het orgel 56 registers, vier manualen en een pedaal.
In Hamburg was Scheidemann onderdeel van een rijk muziekleven met organisten als Jacob Praetorius en Matthias Weckmann. Scheidemann werkte ook samen met de dichter Johann Rist en zette enkele van diens gedichten op muziek.

### Overlijden
Scheidemann stierf in 1663 aan de pest. Hij werd als organist van de Katharinenkirche opgevolgd door zijn leerling Johann Adam Reincken.

## Invloed
De belangrijkste composities van Scheidemann zijn geschreven voor het orgel, waarbij hij sterk was beïnvloed door Sweelinck. Overigens schreef Scheidemann minder streng dan zijn leermeester. De auteur Johann Mattheson schreef later dat Scheidemann een vriendelijk en beminnelijk mens was en dat diens composities dan ook vriendelijk en monter van karakter zijn. Ook zijn volgens Mattheson de composities vrij eenvoudig te spelen, dit in tegenstelling tot de lastige, zware composities van Scheidemanns collega-organist Jacob Praetorius.
Binnen de Noord-Duitse Orgelschool was Scheidemann van belang voor de ontwikkeling van het monodisch koraal en de koraalfantasia. Hij was een voorbeeld voor componisten als Matthias Weckmann, Dietrich Buxtehude en Vincent Lübeck, die zich specialiseerden in koraalbewerkingen. Scheidemann maakte ook dankbaar gebruik van de technische ontwikkelingen binnen de Noord-Duitse orgelbouw en paste de vele mogelijkheden toe in zijn muziek en uitvoeringspraktijk. Hij wordt gezien als degene die in Noord-Duitsland de brug vormde tussen de organist Sweelinck en de jongere generatie organisten als Dietrich Buxtehude.

## Werken
Scheidemann genoot tijdens zijn leven een grote populariteit en zijn composities werden vaak gespeeld. Toch is er tijdens zijn leven vrij weinig van uitgegeven. Afgezien van manuscripten zijn er voornamelijk afschriften bewaard gebleven; veel composities zijn vermoedelijk verloren gegaan. Pas in de 19e en 20e eeuw zijn de orgelwerken daadwerkelijk uitgegeven.
Het bewaard gebleven oeuvre bestaat uit ongeveer 70 werken voor orgel en 15 stukken voor klavecimbel.